# اریک پیتروس نارس
اریک پیتروس نارس (انگلیسی: Eric Paytherus Nares؛ ۹ ژوئیه ۱۸۹۲ – ۱۸ ژوئن ۱۹۴۷) فرد نظامی اهل بریتانیا بود. وی همچنین برندهٔ جوایزی همچون صلیب نظامی شده‌است.